# Stazione di Seven Sisters
La stazione di Seven Sisters è una stazione posta sulla diramazione per Cheshunt delle ferrovie della Valle del Lea. Serve il quartiere di Seven Sisters, nel borgo londinese di Haringey.

## Storia
La stazione è stata aperta al pubblico il 22 luglio del 1872 dalla società Great Eastern Railway (GER), sulla linea che collega Stoke Newington a Edmonton. Nel gennaio del 1878 la GER ha aperto una diramazione, la Palace Gates Line, dalla stazione di Seven Sisters fino a Noel Park, in seguito prolungata fino alla stazione di Palace Gates (oggi chiusa). Questa linea è rimasta in uso fino al 1963 per il servizio passeggeri e al 1964 per il trasporto merci.

### Progetti
A maggio 2013 è stato annunciato che la stazione di Seven Sisters sarà inserita sulla futura linea Crossrail 2, con la costruzione di una stazione comune di collegamento tra Seven Sisters e la vicina stazione ferroviaria di South Tottenham.
La TfL ha annunciato nel luglio 2023 che la stazione di Seven Sisters sarà dotata di due ascensori per consentire l'accessibilità alle banchine ai passeggeri con disabilità. I lavori sono stati affidati alla Arriva Rail London per conto della Network Rail. La data prevista per il completamento è intorno alla metà del 2025.

## Strutture e impianti
I binari della stazione non si trovano al livello della strada: il binario 1 (verso la stazione di Liverpool Street) è accessibile per mezzo di due scalinate, mentre il binario 2 (verso Enfield Town & Cheshunt) ha una scalinata e una scala mobile di sola salita.
Un secondo ingresso che si trova sul lato est dà sulla biglietteria della linea Victoria ed è accessibile tramite sottopassaggi da entrambi i lati di High Road.
Il 31 maggio 2015 la stazione è passata dalla gestione di Abellio Greater Anglia a London Overground.

## Movimento
L'impianto è servito dai treni della linea Lea Valley della London Overground. Alcuni servizi di Greater Anglia fermano occasionalmente alla stazione nelle ore di punta.

## Interscambi
La stazione consente l'interscambio con la fermata omonima della linea Victoria della metropolitana di Londra.
È permesso, inoltre, l'interscambio con la stazione di South Tottenham della London Overground sulla Gospel Oak to Barking Line; la distanza fra le due stazioni è di circa 400 metri a piedi. 
Nelle vicinanze della stazione effettuano fermata numerose linee urbane automobilistiche, gestite da London Buses.
- Fermata metropolitana (Seven Sisters, linea Victoria)
- Stazione ferroviaria (South Tottenham, London Overground)
- Fermata autobus